# Sint-Joriskerk (Wildenburg)

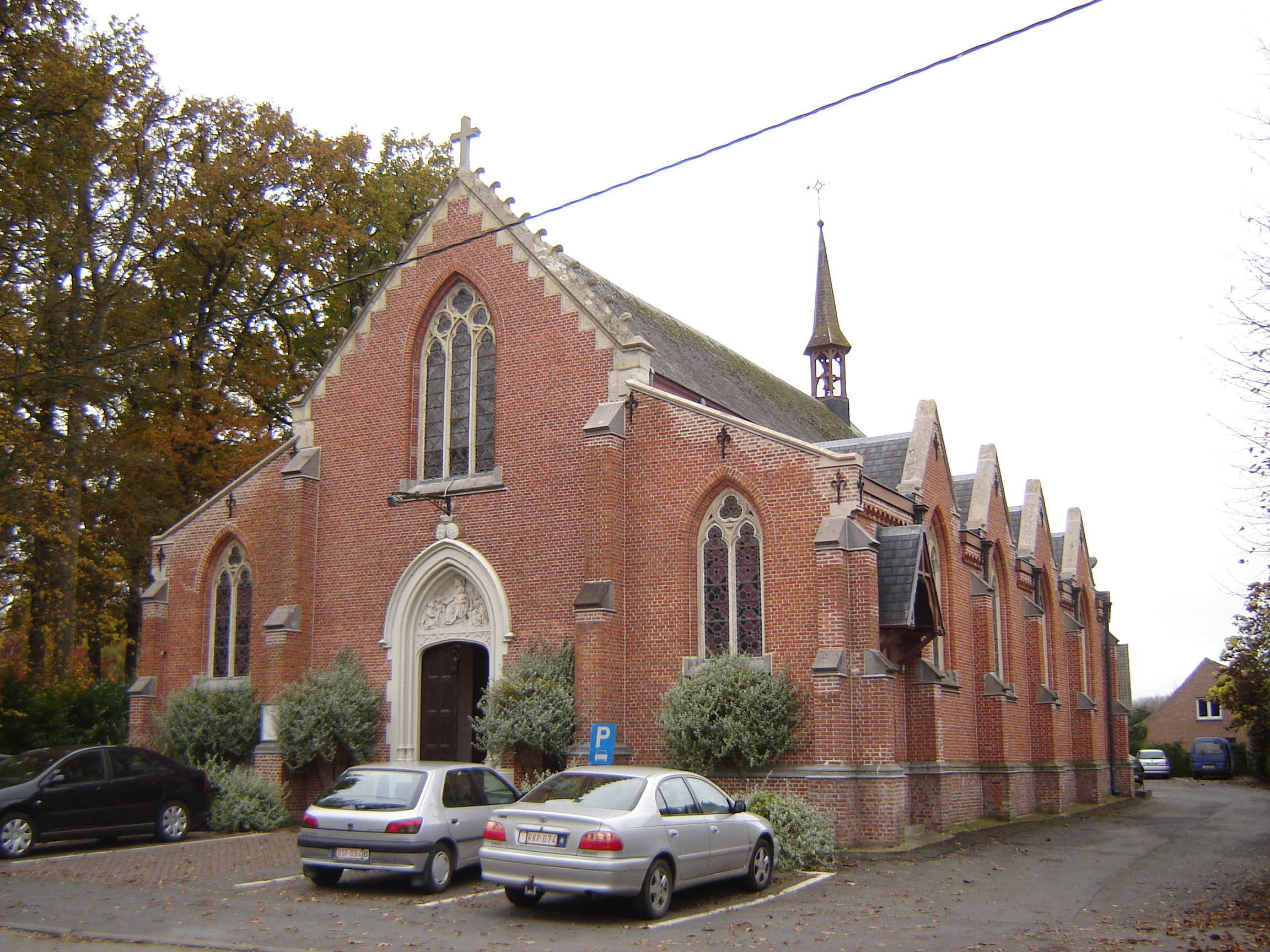
Sint-Joriskerk

De Sint-Joriskerk is de parochiekerk van de tot de West-Vlaamse gemeente Wingene behorende plaats Wildenburg, gelegen aan de Beernemsteenweg.

## Geschiedenis
In 1860 werd een kapel ingewijd ter nagedachtenis aan de jonggestorven zoon George van baron Frederic van der Bruggen. In deze kapel werden missen opgedragen, waardoor deze kapel ook ten dienste van de bewoners van de omgeving kwam te staan, waarbij de tocht naar de Sint-Amanduskerk te Wingene kon worden vermeden. De kapel werd in 1884 al uitgebreid met zijbeuken, een sacristie en een doksaal. In 1897 werd de kapel verheven tot parochiekerk. In 1947 kwam er nog een nieuwe sacristie.

## Gebouw
Het betreft een driebeukig bakstenen neogotisch kerkgebouw met driezijdige koorafsluiting.